# 東急3600系電車

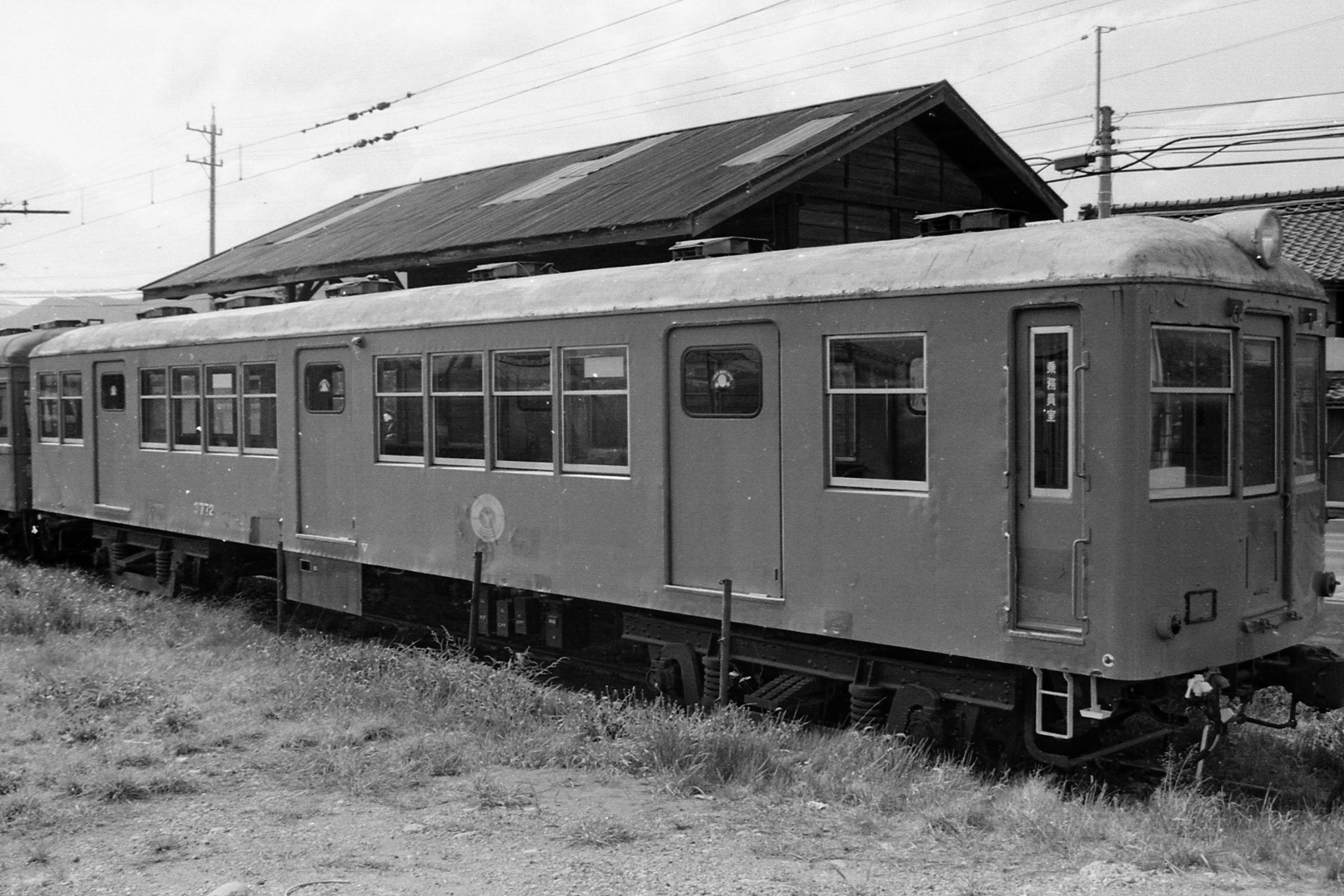
クハ3772
上田交通へ譲渡後、廃車された後の姿

東急3600系電車（とうきゅう3600けいでんしゃ）は東京急行電鉄で使用されていた通勤形電車で、東急3000系電車のうちの一系列である。第二次世界大戦後の混乱期に戦災国電の払い下げを受けて復旧した車両である。

## 概要
1948年（昭和23年）より、戦災焼失等で損傷した省線電車（モハ30・50形などの17 m車）の車体等を譲受し、再生復旧工事を施す形で製作された車両である。
制御電動車デハ3600形が3601 - 3616の16両、制御車はクハ3670形が3671 - 3679の9両、クハ3770形が3771 - 3782の12両で、3形式、計37両が投入されている。クハが2形式に分かれるのは、昇圧を控えた時期ゆえ、クハ3670形が架線電圧600 直流V専用であるのに対し、クハ3770形が600 V/1,500 Vの複電圧に対応していることによる。東急の鉄道線全線が昇圧した際にはクハ3670形も1,500 Vに対応させており、その後は機能的差異は皆無であった。
- デハ3600形：3601 - 3615
  - モハ31087 → デハ3601
  - モハ30036 → デハ3602
  - クハ65051 → デハ3603
  - クハ65216 → デハ3604
  - クハ65052 → デハ3605
  - クハ65096 → デハ3606（京成電鉄に譲渡された説や、70形客車に改造された説あり）
  - モハ30108 → デハ3607
  - モハ30175 → デハ3608（京成電鉄に譲渡された説あり）
  - モハ30021 → デハ3611（東武鉄道に譲渡された説あり）
  - モハ30037 → デハ3612（西武鉄道に譲渡された説あり）
  - モハ40025 → デハ3613
  - モハ40052 → デハ3614
  - モハ41037 → デハ3615
- クハ3670形：3671 - 3677
  - モハ50062 → クハ3671
  - モハ30025 → クハ3672
  - モハ30035 → クハ3673
  - モハ30045 → クハ3674
  - クハ65098 → クハ3676
  - サハ48004 → クハ3677
- クハ3770形：3771 - 3782
  - クハ65141 → クハ3771
  - クハ65147 → クハ3772
  - クハ65027 → クハ3773
  - サハ36024 → クハ3774
  - サハ36052 (36007) → クハ3775
  - ナハフ14516 → クハ3776
  - ナハフ24071 → クハ3777
  - ナハ22068 → クハ3778
  - ナ二16502 → クハ3781
  - ナハフ14144 → クハ3782

3形式とも、焼け電の構体を「叩き出し」で復旧した、いわゆる応急復旧車（デハ3601・3602・3607・3608、クハ3671 - 3675、クハ3771 - 3775）と、台枠のみを流用して車体を新造したグループ（デハ3603 - 3606・3609 - 3616、クハ3676 - 3679、クハ3776 - 3782）に大別される。いずれも国鉄定規の2,800 mm幅であったため、「特認」のうえ限界拡張を行った東横線・目蒲線のみで運用された。種車の差異によらずすべて片運転台である。
応急復旧車グループは種車がまちまちのうえ、焼損度合いも異なっており、中にはデハ3601（種車は系列中唯一の旧モハ31形）のように事故復旧車ではあっても「焼け車体」ではないものもあった。このため、比較的「見られる」状態のものから、素人目にも傷みや外板の凹凸が判別できるものまで、各車毎に相当に状態が異なったという。また、クハは屋根の高さ（厚さ）が省電時代のままのものと、東急の車両定規に合わせた低い（薄い）ものが混在しており、低いタイプは電装化に備えてパンタグラフ台を装備していた。
台枠流用グループは、鉄道省モハ50形の流れを汲みながら、屋根が若干低い形状を基本としている。これは種車がさらにまちまちで、17 m省電はもとより、20 m級のモハ40系等から、ホハ12000系等の中型木造客車、メーカーのストック品を流用した事実上の車体新製車（デハ3616、クハ3678・3679）まであった。20 m車は台枠の切り詰めがなされ、客車を種車とするものは台枠裾からその素性がうかがえた。クハにパンタ台があるのは応急復旧車グループ同様である。
さらにメーカーによっても、新日国工業（現・日産車体）（デハ3603 - 3606・3609・3610、クハ3676・3677、クハ3779・3780）、汽車会社（デハ3611・3612）、日本車輌製造（デハ3613 - 3616、クハ3678・3679、クハ3776 - 3778）、東急横浜製作所（クハ3781・3782）のそれぞれでディテールや仕上がりに差異があった。

## 東急系列会社への移動
1961年（昭和36年）に開業した伊豆急行線は車両不足のため、親会社である東急から車両貸出措置が行われた。本系列からもデハ3608・3612、クハ3677、クハ3780の4両が貸し出され、中でも鉄道省モハ30系応急復旧車であるデハ3608は両運転台化改造も併せて実施され、開業前の試運転にも使用された。当初は紺と山吹色の東急色で、その後伊豆急標準のハワイアンブルーとペールブルーに塗り替えられ、予備車の他3608は電気機関車の代用で貨物列車牽引等にも充当された。当時の伊豆は首都圏からの新婚旅行スポットでもあり、新車を期待した観光客には不評を買ったが、東急入線前の新車7000系等とともにしばらくの間運用され、伊豆急行自社持ちの車両増備が進んだ1965年（昭和40年）までに返却された。なお、東急貸出車の運用は伊豆急行線内限定であり、伊東線への乗り入れは行われなかった。
これとは別に、1958年（昭和33年）に台枠流用グループのデハ3609 - 3611が両運転台化・運転台の右側移設の上で定山渓鉄道（現、じょうてつ）へ譲渡され、同社モハ2200形2201 - 2203となっているが、1969年（昭和44年）の同社線廃線により廃車された。

## 更新
1960年（昭和35年）より応急復旧車13両（クハ3771は1957年〈昭和32年〉の事故の際に大規模修繕がされたため除外）を対象に東横車輛工業で更新工事が行なわれ、ノーシルノーヘッダーの全金属製車体に乗せ替えた。これは従来の国鉄定規ではなく、地方鉄道定規の2,744 mm幅とされたため、大井町線・池上線等鉄道線全線で運用が可能になった。この際、先に更新されたクハ2形式9両の前照灯は大型の白熱灯が使用されたが、後に更新されたデハ3600形のそれはシールドビームとなり、前2形式に比べ直径が小さくなっている。なお、この更新中、デハ3600形更新用車体のうち1両分がデハ3472の事故復旧用に転用されている。デハ3600形の主電動機は当初鉄道省払い下げのMT7・9・10やMT30・40等を使用していたが、末期は142 kWの日立製作所HS269を装備しており、おとなしい外見に反して、出力がデハ3450形の1.5倍にもなる強力電車であった。末期は主に田園都市線と目蒲線で使用されたほか、1975年（昭和50年）よりクハ3662 + デハ3405に代わりデハ3608 - クハ3772が2代目のこどもの国線専用車となり、白地に黄赤の専用色に装われて1980年（昭和55年）の3代目専用車・7200系アルミ車に交代するまで使用された。その後デハ3608は1980年（昭和55年）8月に廃車となったが、クハ3772は同年11月にライトグリーン化のうえ目蒲線へと転籍、その後は池上線で使用されたのち1982年（昭和57年）9月に廃車となった。

## 末期
1971年（昭和46年）以降、台枠流用グループとクハ3771の廃車が始まり、これらは1976年（昭和51年）までに廃車された。このうち、デハ3606・3612・3614・3616、クハ3679、クハ3776 - 3778・3780・3781が弘南鉄道に譲渡された。これらは形式記号のデハがモハに変更されたこととデハ3606→モハ3613、クハ3679→クハ3779の改番が行われた以外は東急時代と同一番号で使用された。
また、デハ3604が廃車後長津田車両工場の入れ換え車となっていたが、老朽化から1982年（昭和57年）にデワ3043に交代され、解体されている。
更新車についても1979年（昭和54年）以降廃車対象となり、1982年（昭和57年）までに全廃された。このうちデハ3601・3602・3607・3608・クハ3672・3674・3675、クハ3773 - 3775は弘南鉄道へ譲渡され、台枠流用車と同様にデハの形式記号以外は東急時代と同一番号で使用された。クハ3772は上田交通へ譲渡され、東急時代と同一番号のクハ3772となり、先に譲渡されていたデハ3310と編成を組んで使用された。また、クハ3671は3700系残存車とともに名古屋鉄道へ譲渡され、同社3880系のク2887となった。
これら譲渡車は、特に台枠流用車・更新車とも大量譲渡された弘南鉄道では弘南線の主力車となり、大出力を生かしてMT比1M2T編成を標準として使用されていたが、後継車両への代替によりいずれも既に廃車されている。
なお、弘南鉄道で最後まで運用されていた一群のうち、クハ3773が青森県弘前市の高長根レクリエーションの森スキー場で休憩室として使用されていた。外装はイラストが描かれ、内部も座席が木製になり、また台車や床下機器は失われていたが、形態は原型を良く留めていた。2006年（平成18年）時点で本車は現存する唯一の東急3600系であり、かつ東横車輛工業碑文谷工場の手になる、一連の「東急標準車体」としても唯一のものであったが、2018年3月末をもってスキー場は営業終了となりその後の車体の動向は不明。